# Dodawanie
Dodawanie – wspólna nazwa różnych działań matematycznych, zdefiniowanych na różnych zbiorach i klasach, m.in. tych liczbowych, ale też dla wektorów, niektórych funkcji i części innych zbiorów.
Dodawane obiekty to składniki, a wynik dodawania to suma. Działanie to zwykle oznacza się plusem: {\displaystyle +.} Dodawanie zalicza się do działań arytmetycznych i jest najprostszym z nich, definiującym pozostałe.

## Dodawanie liczb

### Dodawanie pisemne liczb naturalnych
W niektórych przypadkach dodawanie w pamięci jest trudne. Można tę operację uprościć, wykorzystując metodę dodawania pisemnego, która pozwala obliczyć sumę, wykonując w pamięci wyłącznie dodawanie liczb jednocyfrowych.
Poniżej podany jest przykład obliczenia sumy dwóch, trzycyfrowych liczb: {\displaystyle 653} i {\displaystyle 274.} Drugą liczbę zapisujemy pod pierwszą, tak by cyfry zostały zapisane w kolumnach. Zapisując liczby, należy je wyrównać do prawej, czyli zapisać jedności nad jednościami, dziesiątki nad dziesiątkami itd. Pod drugą liczbą narysuje się linię:
{\displaystyle {\begin{matrix}&6&5&3\\+&2&7&4\\\hline ~\end{matrix}}}
Dodawanie rozpoczynamy od prawej kolumny zawierającej cyfry jedności obu liczb. Cyfrą jedności {\displaystyle 653} jest {\displaystyle 3;} cyfrą jedności {\displaystyle 274} jest {\displaystyle 4;}
Dodajemy te dwie liczby jednocyfrowe, a ostatnią w wyniku zapisujemy pod kreską. {\displaystyle 3+4=7,} więc na pozycji jedności pod kreską piszemy {\displaystyle 7{:}}
{\displaystyle {\begin{matrix}&6&5&3\\+&2&7&4\\\hline &&&7\end{matrix}}}
Przechodzimy z dodawaniem do następnej kolumny, gdzie dodajemy do siebie liczby jednocyfrowe odpowiadające cyfrom dziesiątek. Cyfrą dziesiątek {\displaystyle 653} jest {\displaystyle 5;} cyfrą dziesiątek {\displaystyle 274} jest {\displaystyle 7;}
{\displaystyle 5+7=12;} piszemy {\displaystyle 2} pod kreską na kolejnym od prawej miejscu, a {\displaystyle 1} przenosimy do kolumny setek:
{\displaystyle {\begin{matrix}&1\\&6&5&3\\+&2&7&4\\\hline &&2&7\end{matrix}}}
Pozostała kolumna setek: dodajemy {\displaystyle 1+6+2} z trzeciej kolumny otrzymując {\displaystyle 9,} piszemy {\displaystyle 9} w kolumnie setek pod kreską:
{\displaystyle {\begin{matrix}&1\\&6&5&3\\+&2&7&4\\\hline &9&2&7\end{matrix}}}
otrzymując wynik {\displaystyle 653+274=927.}
Dodając pisemnie wiele liczb („podliczanie słupków”), wygodnie jest dodać osobno jednostki, dziesiątki, setki itd., napisać wyniki (odpowiednio przesunięte) jeden pod drugim i ponownie zsumować. Pozwala to, w przypadku pomyłki, powtarzać tylko część obliczeń:
{\displaystyle {\begin{matrix}&&1&2&3\\+&&1&9&5\\+&&&1&8\\+&&3&4&7\\+&&1&1&6\\+&&&2&1\\+&&8&2&3\\\hline &&&3&3\\+&&2&1\\+&1&4\\\hline &1&6&4&3\end{matrix}}}
Uwaga: Liczby można dodawać pisemnie tylko w systemach pozycyjnych.

### Dodawanie liczb całkowitych
Możliwe są trzy przypadki, w zależności od znaku dodawanych liczb:
- Jeśli obydwie są dodatnie, dodajemy je tak jak liczby naturalne powyżej.
- Jeśli obydwie są ujemne {\displaystyle (-a} i {\displaystyle -b),} to należy dodać ich wartości bezwzględne i zmienić znak: {\displaystyle (-a)+(-b)=-(a+b).}
- Jeśli jedna liczba jest dodatnia {\displaystyle (a)} a druga ujemna {\displaystyle (-b)} to dodawanie sprowadza się do odejmowania ich wartości bezwzględnych: {\displaystyle a+(-b)=a-b.} Aby obliczyć {\displaystyle a-b,} gdy {\displaystyle a<b,} oblicza się {\displaystyle b-a} i bierze otrzymany wynik ze znakiem „minus”, czyli: {\displaystyle a-b=-(b-a).}
- Jeśli jedna z liczb jest zerem, suma jest równa drugiemu składnikowi.

### Dodawanie ułamków
Dodawanie ułamków polega na dodaniu dwóch lub więcej wymiernych liczb niecałkowitych.
Przed dodaniem ułamków zwykłych musimy określić czy ich mianowniki są jednakowe
{\displaystyle {\frac {a}{b}}+{\frac {c}{b}},} gdzie {\displaystyle b\neq 0.}
Jeżeli mianowniki są jednakowe, wówczas dodajemy liczniki ułamków, a mianownik pozostawiamy bez zmian
{\displaystyle {\frac {a}{b}}+{\frac {c}{b}}={\frac {a+c}{b}}.}
Np. {\displaystyle {\frac {1}{5}}+{\frac {3}{5}}={\frac {1+3}{5}}={\frac {4}{5}}}
Aby dodać ułamki liczb wymiernych o różnych mianownikach {\displaystyle {\frac {a}{b}}+{\frac {c}{d}},} należy je sprowadzić do wspólnego mianownika, znajdując najmniejszą wspólną wielokrotność mianowników. Oznacza to również pomnożenie licznika ułamka przez tę wielokrotność.
Np. {\displaystyle {\frac {1}{4}}+{\frac {2}{6}}={\frac {1\cdot \color {red}3\color {black}}{4\cdot \color {red}3\color {black}}}+{\frac {2\cdot \color {red}2\color {black}}{6\cdot \color {red}2\color {black}}}={\frac {3}{12}}+{\frac {4}{12}}={\frac {7}{12}}}
Można też wykorzystać fakt, że sprowadzenie do wspólnego mianownika można wykonać, mnożąc licznik i mianownik pierwszego ułamka przez mianownik drugiego ułamka, a licznik i mianownik drugiego ułamka przez mianownik pierwszego. Dodawanie ułamków sprowadza się wtedy do wzoru:
{\displaystyle {\frac {a}{b}}+{\frac {c}{d}}={\frac {ad}{bd}}+{\frac {cb}{db}}={\frac {ad+cb}{bd}}.}
Np. {\displaystyle {\frac {1}{\color {blue}4}}+{\frac {\color {green}2}{\color {red}6}}={\frac {1\cdot \color {red}6\color {black}+\color {green}2\color {black}\cdot \color {blue}4}{\color {blue}4\color {black}\cdot \color {red}6\color {black}}}={\frac {6+8}{24}}={\frac {14^{\color {Gray}{/2}}}{24^{\color {Gray}{/2}}}}={\frac {7}{12}}}
W przypadku dodawania pisemnego ułamków dziesiętnych należy przesunąć dodawane liczby tak, aby przecinek dziesiętny był w tym samym miejscu:
{\displaystyle {\begin{matrix}&1&2,&5\\+&&5,&8&1\\\hline &1&8,&3&1\end{matrix}}}

### Definicja formalna
Liczby naturalne na ogół definiuje się na jeden z dwóch sposobów: przez użycie liczb kardynalnych lub przez aksjomatykę Peana (zob. aksjomaty i konstrukcje liczb). W pierwszym przypadku dodawanie liczb naturalnych to nic innego jak dodawanie liczb kardynalnych, a w drugim dodawanie definiuje się indukcyjnie:
- {\displaystyle a+1=a',}
- {\displaystyle a+b'=(a+b)',}

gdzie {\displaystyle a'} jest następnikiem liczby {\displaystyle a.}
| Szczegółowy przykład indukcyjnej definicji dodawania |
| --- |
| Będziemy chcieli zdefiniowac dodawanie jako funkcję {\displaystyle +:\mathbb {N} ^{2}\rightarrow \mathbb {N} } taką że {\displaystyle +(a,b)=a+b}. Formalnie taka funkcja ma postać następującej trójki: {\displaystyle +=(\mathbb {N} ^{2},\mathbb {N} ,W)}, gdzie {\displaystyle W=\{((a,b),a+b):a,b\in \mathbb {N} \}} to wykres tej funkcji. Punktem z wykresu {\displaystyle W} tej funkcji jest para {\displaystyle ((a,b),a+b)} która zawiera informację o składnikach {\displaystyle (a,b)} i wyniku {\displaystyle a+b}. Niemniej taki zapis jest niepoprawny gdyż definicja wewnątrz odwołuje się do samej siebie (użyto czyli znaku {\displaystyle +} po lewej i prawej stronie równości). Skonstruujumy zatem wykres tej funkcji inaczej. Najpierw skonstuujmy wykres dla wszystkich liczb naturalnych dla których dodjemy zero (czyli nic się nie zmienia więc nie musimy używać znaku {\displaystyle +} w jego definiji): {\displaystyle W_{0}=\{((a,0),a):a\in \mathbb {N} \}} Następnie, korzystając z definicji von Neumanna liczb naturalnych, gdzie możemy użyć następnika zdefiniowanego jako {\displaystyle S(a)=a\cup \{a\}} oraz {\displaystyle 0=\{\}}, możemy na bazie {\displaystyle W_{0}} zdefiniować wykres {\displaystyle W_{1}=\{((a,1),a+1):((a,0),a)\in W_{0}\}} dla wszystkich liczb naturalnych dla których dodano 1, ale musimy zamiast działania {\displaystyle a+1} (które właśnie definiujemy) użyć następnika S: {\displaystyle W_{1}=\{((a,1),S(a)):((a,0),a)\in W_{0}\}} podobnie możemy zrobić dla {\displaystyle W_{2}=\{((a,2),a+2):((a,1),a+1)\in W_{1}\}}, oraz {\displaystyle W_{3},...} itd. {\displaystyle W_{2}=\{((a,2),S(S(a))):((a,1),S(a))\in W_{1}\}} {\displaystyle W_{3}=\{((a,3),S(S(S(a)))):((a,2),S(S(a)))\in W_{2}\}} ... itd. W ogólności możemy utworzyć formłę indykcyjną (bazującą na poprzednich zbiorach) która dla dowolnej liczby {\displaystyle b>1} na bazie zbioru {\displaystyle W_{b}} (opisującego dodawanie liczby b do każdej liczby naturalnej) utworzy zbiór {\displaystyle W_{b+1}} (opisujący dodawanie {\displaystyle b+1=S(b)} dla każdej liczby naturalnej): {\displaystyle W_{S(b)}=\{((a,S(b)),S(c)):((a,b),c)\in W_{b}\}} W ten sposób zbiory {\displaystyle W_{b}} opisują wynik dodawania każdej pary liczb naturalnych, przenoszac wszystkie elementy tych zbiory do jednego zbioru, otrzymamy ostateczny wykres dodawania wszystkich liczb naturalnych, a pełną definicję formalną funkcji {\displaystyle +} możemy wówczas zapisać tak {\displaystyle +=(\mathbb {N} ^{2},\mathbb {N} ,\bigcup _{b\in \mathbb {N} }W_{b})} |
Działanie dodawania można krok po kroku definiować dla każdego rodzaju liczb:
- dodawanie dwóch liczb całkowitych {\displaystyle a-b} i {\displaystyle c-d,} gdzie {\displaystyle a,b,c,d\in \mathbb {N} ,} określone jest wzorem

{\displaystyle (a-b)+(c-d)=(a+c)-(b+d);}
- dodawanie dwóch liczb wymiernych określone jest wzorem

{\displaystyle {\frac {a}{b}}+{\frac {c}{d}}={\frac {ad+bc}{bd}}} (w ogólności wzór ten jest definicją dodawania w dowolnym ciele ułamków);
- dodawanie dwóch liczb rzeczywistych jest określone następująco: jeżeli {\displaystyle a_{n}} jest ciągiem Cauchy’ego liczb wymiernych zbieżnym do {\displaystyle A,} a {\displaystyle b_{n}} jest zbieżnym do {\displaystyle B,} to ciąg {\displaystyle c_{n}=a_{n}+b_{n}} jest ciągiem liczb wymiernych zbieżnym do {\displaystyle C=A+B;}
- dodawanie dwóch liczb rzeczywistych {\displaystyle a} i {\displaystyle b} określa się następująco:

W zbiorze ciągów Cauchy’ego liczb wymiernych wprowadza się relację równoważności: {\displaystyle (c_{n})\sim (d_{n})} gdy ciąg {\displaystyle |c_{n}-d_{n}|} jest zbieżny do zera. Niech {\displaystyle a_{n},b_{n}} będą ciągami Cauchy’ego liczb wymiernych, wówczas ciąg {\displaystyle c_{n}=a_{n}+b_{n}} także jest ciągiem Cauchy’ego liczb wymiernych. Dowodzi się, że niezależnie od wyboru ciągów {\displaystyle (a_{n}')\sim (a_{n}),\ (b_{n}')\sim (b_{n})} zachodzi {\displaystyle (a_{n}'+b_{n}')\sim (a_{n}+b_{n}).} Klasa abstrakcji reprezentanta {\displaystyle (a_{n}+b_{n})} jest sumą liczb utożsamianych z klasami reprezentantów {\displaystyle (a_{n}),(b_{n}).}
- dodawanie dwóch liczb zespolonych określone jest wzorem

{\displaystyle (a+bi)+(c+di)=(a+c)+(b+d)i;}
- dodawanie dwóch kwaternionów określone jest wzorem

{\displaystyle (a+bi+cj+dk)+(p+qi+rj+sk)=(a+p)+(b+q)i+(c+r)j+(d+s)k.}

### Własności sumy wynikające z własności składników
| Składnik     | Składnik     | Suma         |
| ------------ | ------------ | ------------ |
| parzysty     | parzysty     | parzysta     |
| nieparzysty  | nieparzysty  | parzysta     |
| parzysty     | nieparzysty  | nieparzysta  |
| naturalny    | naturalny    | naturalna    |
| całkowity    | całkowity    | całkowita    |
| całkowity    | niecałkowity | niecałkowita |
| wymierny     | wymierny     | wymierna     |
| wymierny     | niewymierny  | niewymierna  |
| dodatni      | dodatni      | dodatnia     |
| ujemny       | ujemny       | ujemna       |
| algebraiczny | algebraiczny | algebraiczna |
| algebraiczny | przestępny   | przestępna   |
| rzeczywisty  | rzeczywisty  | rzeczywista  |
| zespolony    | zespolony    | zespolona    |

### Zapis oraz liczba składników
Dodawanie zwyczajowo oznacza się symbolem {\displaystyle +,} na przykład: {\displaystyle 2+2=4.}
Zwykle jest ono rozpatrywane jako działanie dwuargumentowe, można jednak dodawać też mniej niż dwie liczby:
- sumą zawierającą jeden składnik {\displaystyle x} jest {\displaystyle x,}
- sumą zawierającą zero składników jest liczba zero, ponieważ liczba zero jest elementem neutralnym dodawania.

Sumę {\displaystyle a+b+c} można rozumieć jako {\displaystyle (a+b)+c} lub {\displaystyle a+(b+c).} Obydwa te wyrażenia są równoważne, gdyż dodawanie jest łączne.
Jeżeli sumujemy wiele składników, wygodnie jest stosować uproszczone zapisy, takie jak wielokropki: {\displaystyle 1+2+\ldots +n.}
Nieskończone sumy liczb bądź funkcji są nazywane szeregami, np. {\displaystyle 1+{\tfrac {1}{2}}+{\tfrac {1}{4}}+{\tfrac {1}{8}}+\ldots } jest szczególnym przypadkiem szeregu geometrycznego. Są one ważnym przedmiotem badań analizy matematycznej. Niektóre typowe prawa dodawania nie są tu spełnione, np. zmiana kolejności składników szeregu nieskończonego może zmienić jego sumę.
Gdy rozważa się skomplikowane sumy, stosuje się także zapis z grecką dużą literą sigma:
{\displaystyle \sum \limits _{i=1}^{n}a_{i}=a_{1}+a_{2}+a_{3}+\ldots +a_{n}}
czytany „suma składników postaci {\displaystyle a_{i}} rozciągnięta na wszystkie wskaźniki {\displaystyle i} od {\displaystyle 1} do {\displaystyle n}”.
Analogicznie można zapisywać szeregi:
{\displaystyle \sum \limits _{i=1}^{\infty }{\frac {1}{2^{i}}}={\frac {1}{2}}+{\frac {1}{4}}+{\frac {1}{8}}+\ldots =1.}
Suma nie musi rozpoczynać się od 1, może rozpoczynać się od dowolnej całkowitej liczby (a także od {\displaystyle -\infty } przy zapisywaniu szeregów „od końca”).
Notację sigma można uogólnić, gdy dany jest dowolny warunek logiczny dotyczący wskaźnika, np.:
- {\displaystyle \sum \limits _{0\leqslant x<n}f(x)} jest sumą składników postaci {\displaystyle f(x)} dla każdego całkowitego {\displaystyle x} w pewnym przedziale,
- {\displaystyle \sum \limits _{x\in S}f(x)} jest sumą składników postaci {\displaystyle f(x)} dla każdego {\displaystyle x\in S} (niekoniecznie całkowitego),
- {\displaystyle \sum \limits _{d|n}\;\mu (d)} jest sumą wszystkich {\displaystyle \mu (d)} dla każdego całkowitego {\displaystyle d} dzielącego {\displaystyle n}
- {\displaystyle \sum \limits _{R(x)}f(x)} gdzie {\displaystyle R(x)} jest dowolną relacją zależną od {\displaystyle x.}

Możliwe jest także używanie sigmy do zapisywania sum podwójnych.
Analogiczne zapisy można stosować przy mnożeniu. Zamiast dużej litery sigma, stosowana jest wtedy duża litera pi: {\displaystyle \prod .}

### Przybliżanie całkami oznaczonymi
Dla dowolnej rosnącej funkcji {\displaystyle f} zachodzi następująca zależność między całkami a sumami:
{\displaystyle {}\,\int \limits _{a-1}^{b}f(s)\,ds\leqslant \sum _{i=a}^{b}f(i)\leqslant \int \limits _{a}^{b+1}f(s)\,ds.}

### Wzory sumacyjne
- {\displaystyle \sum _{i=1}^{n}x=nx}
- {\displaystyle \sum _{i=m}^{n}i={\frac {(n-m+1)(n+m)}{2}}}
- {\displaystyle \sum _{i=0}^{n}i={\frac {n(n+1)}{2}}} (suma ciągu arytmetycznego)
- {\displaystyle \sum _{i=0}^{n}i^{2}={\frac {n(n+1)(2n+1)}{6}}}
- {\displaystyle \sum _{i=0}^{n}i^{3}=\left({\frac {n(n+1)}{2}}\right)^{2}=\left(\sum _{i=0}^{n}i\right)^{2}}
- {\displaystyle \sum _{i=0}^{n}i^{p}={\frac {(n+1)^{p+1}}{p+1}}+\sum _{k=1}^{p}{\frac {B_{k}}{p-k+1}}{p \choose k}(n+1)^{p-k+1}}

gdzie {\displaystyle B_{k}} jest k-tą liczbą Bernoulliego.
- {\displaystyle \sum _{i=m}^{n}x^{i}={\frac {x^{n+1}-x^{m}}{x-1}}} (patrz szereg geometryczny)
- {\displaystyle \sum _{i=0}^{n}x^{i}={\frac {1-x^{n+1}}{1-x}}} (szczególny przypadek poprzedniego wzoru dla m = 0)
- {\displaystyle \sum _{i=0}^{n}ix^{i-1}={\frac {1-(n+1)x^{n}+nx^{n+1}}{(x-1)^{2}}}}
- {\displaystyle \sum _{i=1}^{n}(-1)^{i}={\frac {1}{2}}{\bigg (}(-1)^{n}-1{\bigg )}}
- {\displaystyle \sum _{i=0}^{n}{n \choose i}=2^{n}} (patrz dwumian Newtona)
- {\displaystyle \sum _{i=0}^{n-1}{i \choose k}={n \choose k+1}}
- {\displaystyle \left(\sum _{i}a_{i}\right)\left(\sum _{j}b_{j}\right)=\sum _{i}\sum _{j}a_{i}b_{j}} (prawo rozdzielności dla iloczynu sum, prawdziwe dla sum skończonych i szeregów bezwzględnie zbieżnych)
- {\displaystyle \left(\sum _{i}a_{i}\right)^{2}=\sum _{i}\sum _{j}a_{i}a_{j}=2\sum _{i}\sum _{j<i}a_{i}a_{j}+\sum _{i}a_{i}^{2}}
- {\displaystyle \sum \limits _{R(i)}a_{i}=\sum \limits _{R(j)}a_{j}=\sum \limits _{R(p(j))}a_{p(j)}} (zamiana zmiennych)
- {\displaystyle \sum \limits _{R(i)}\sum \limits _{S(j)}a_{ij}=\sum \limits _{S(j)}\sum \limits _{R(i)}a_{ij}} (zamiana kolejności sumowania)
- {\displaystyle \sum \limits _{R(j)}a_{j}+\sum \limits _{S(j)}a_{j}=\sum \limits _{R(j)\;{\text{lub}}\;S(j)}a_{j}+\sum \limits _{R(j)\;{\text{i}}\;S(j)}a_{j}} (manipulacja dziedziną)

## Suma funkcji
Sumę funkcji {\displaystyle f,g\colon X\to Y,} gdzie {\displaystyle Y} jest pewnym zbiorem ze zdefiniowanym działaniem dodawania (np. grupą czy, w szczególności, przestrzenią liniową) definiuje się jako
{\displaystyle (f+g)(x)=f(x)+g(x)} dla wszystkich {\displaystyle x\in X.}
Przykłady użycia:
- Traktując macierze jako funkcje, można określić działanie dodawania macierzy. Aby dodać dwie macierze o tych samych wymiarach, wystarczy dodać ich odpowiednie elementy.
- Traktując ciągi jako funkcje, można określić dodawanie ciągów.
- Traktując wielomiany (właściwie funkcje wielomianowe) jako funkcje rzeczywiste {\displaystyle \mathbb {R} \to \mathbb {R} ,} otrzymujemy analogiczną definicję dodawania, używaną w analizie matematycznej.
- Traktując wielomiany jako ciągi współczynników (np. zapisując {\displaystyle 3x^{2}+x+5} jako {\displaystyle (5,1,3,0,0,\dots )}), otrzymuje się definicję sumy wielomianów używaną w algebrze abstrakcyjnej; aby dodać dwa wielomiany, należy dodać ich współczynniki. Definicję tę rozszerza się w oczywisty sposób na pierścień szeregów formalnych.

## Dodawanie modulo
Działanie dodawania można określić w pierścieniu Zn.
Dodawanie modulo polega na obliczaniu reszty z dzielenia sumy liczb. Przykład: w zbiorze {\displaystyle Z_{5}} zachodzi:
{\displaystyle 0+1\equiv 1{\pmod {5}}}
{\displaystyle 2+3\equiv 0{\pmod {5}}}
{\displaystyle 4+4\equiv 3{\pmod {5}}}
Dodawanie modulo można też określić dla liczb rzeczywistych, np. w geometrii suma dwóch kątów skierowanych ma miarę równą sumie ich miar modulo {\displaystyle 2\pi .}

## Dodawanie odcinków
Dodawanie odcinków o długościach {\displaystyle a} i {\displaystyle b} polega na wykreśleniu odcinka o długości {\displaystyle a+b.}

## Dodawanie wektorów
Dodawanie wektorów polega na dodawaniu ich współrzędnych. Wektory można dodawać algebraicznie lub geometrycznie (używając reguły trójkąta lub reguły równoległoboku).
Gdy {\displaystyle a} jest punktem oraz {\displaystyle b} jest wektorem to sumę {\displaystyle a+b} należy rozumieć jako translację punktu {\displaystyle a} o wektor {\displaystyle b.} Wówczas składniki sumy nie są sobie równoważne ({\displaystyle b} jest wektorem i odpowiada przemieszczeniu, a {\displaystyle a} jest punktem) i {\displaystyle a} nazywa się dodajną, a {\displaystyle b} – dodajnikiem. Nomenklatura ta jest jednak rzadko spotykana.

## Dodawanie liczb kardynalnych
Działanie dodawania można zdefiniować dla dowolnych liczb kardynalnych, używając sumy (rozłącznych) zbiorów o mocy, której odpowiadają sumowane liczby.

## Dodawanie jako działanie w strukturze algebraicznej
Zwykle określenie to jest używane do określenia dodawania liczb lub funkcji dających w wyniku liczby, takich jak wielomiany.
Istnieje wiele innych struktur algebraicznych, w których określa się dodawanie. Jest to działanie dwuargumentowe, które spełnia aksjomaty przyjętej struktury. Gdy rozważa się struktury algebraiczne (pierścienie, ciała, przestrzenie liniowe) to jest ono dowolnym, abstrakcyjnym działaniem spełniającym pewne założenia, takie jak łączność czy istnienie elementu neutralnego. Czasem dla odróżnienia od zwykłego dodawania liczb stosuje się wtedy inny, podobny znak, np. {\displaystyle \oplus .}
We wspomnianych wyżej strukturach algebraicznych dodawanie jest działaniem przemiennym, łącznym, a także rozdzielnym względem mnożenia (oczywiście w przypadku przestrzeni liniowej jest to rozdzielność względem mnożenia wektora przez skalar).
Równości i kongruencje można dodawać stronami:
- jeżeli {\displaystyle a=b} i {\displaystyle c=d,} to {\displaystyle a+c=b+d,}
- jeżeli {\displaystyle a\equiv b{\pmod {n}}} i {\displaystyle c\equiv d{\pmod {n}},} to {\displaystyle a+c\equiv b+d{\pmod {n}}.}

### Element neutralny i przeciwny
Element neutralny względem dodawania oznacza się symbolem {\displaystyle 0} zwanym: zero.
Jeżeli {\displaystyle a} jest elementem zbioru ze zdefiniowanym działaniem dodawania, to element {\displaystyle b} taki, że {\displaystyle a+b=0,} nazywa się elementem przeciwnym i oznacza symbolem {\displaystyle -a.} Własność zbioru polegającą na tym, że dla każdego elementu istnieje element przeciwny, nazywamy istnieniem odejmowania. We wspomnianych strukturach algebraicznych element przeciwny jest wyznaczony jednoznacznie.

## Powiązane działania
- operacja następnika dla liczb kardynalnych i porządkowych;
- mnożenie – dla liczb naturalnych: wielokrotne dodawanie;

Uwaga: działanie sumy prostej (np. dla przestrzeni) jest wbrew nazwie bardziej związane z iloczynem kartezjańskim niż z sumą.